# Type-69
Denna artikel behandlar stridsvagnen. För det norska pendeltåget se Type 69.
Type-69/79 är en kinesisk stridsvagnsserie och en förbättrad version av Type-59 som är en kopia av den ryska stridsvagnen T-54. Type-69 är väldigt lik sin föregångare Type-59, men har vissa förbättringar. Den är också den första stridsvagn som Kina tillverkade oberoende av Sovjetunionen. Type-79 utrustades med en 105 mm räfflad kanon, som är identisk med den på Type-88.

## Produktionshistoria
Efter 1963 då kontakten med Sovjetunionen avbröts och en konflikt startade behövde Kina en ny stridsvagn att sätta in i stridigheterna i norr. Samma år fick Fabrik 617 (tillhör NORINCO), som ligger i Baotou, Inre Mongoliet och forsknings institutet 60 i uppgift att bygga en uppgradering av T-54:s designen (Type-59). 1963 startade kinesiska Folkets befrielsearmé projektet med att utveckla Type-59 och 1964 var huvuddesignen klar. Den första prototypen rullade ut 1965. Den nya stridsvagnen var baserad på den enkla designen av Type-59, men uppgraderad med en dubbelaxlad kanonstabiliserare för den 100 mm slätborrade kanonen, en 580 hk dieselmotor och en infraröd strålkastare för strider i mörker. Den nya kanonen kunde skjuta kinesiska pansarbrytande sabotprojektiler (fenstabiliserad projektil). Men den presterade dåligt och Befrielsearmén godkände den inte, så enbart få tillverkades. De kinesiska ingenjörerna fortsatte med forskningar, men utan resultat.  
Men en oväntad händelse inträffade. Under stridigheterna på den nordöstra gränsen med Sovjet i mars 1969 tog några kinesiska soldater en övergiven rysk T-62. Den skickades till Peking för vidare forskningar. Den undersöktes och man tog teknik från T-62:an, som det sovjetiska infraröda systemet Luna, som kopierades och installerades på den nya stridsvagnen. I slutet av 1969 fick man ett genombrott. Den nya stridsvagnen och fick namnet Type-69. 
Analytiker i västvärlden gjorde misstaget att tro att Type-69 var en kopia av den ryska stridsvagnen T-55 istället för en uppgradering av Type-59.
De tidiga varianterna kunde ha 44 projektiler förvarade i vagnen och den 100 mm slätborrade kanonen hade en räckvidd på 1736 m. Den kunde avfyra projektiler som spränggranater och pansarbrytande sabotprojektiler.  
Den första varianten av Type-69 började tillverkas 1974 i Kina som huvudsaklig stridsvagn för de kinesiska styrkorna, cirka 150 vagnar tillverkades. Men tidiga varianter mötte inte Befrielsearméns krav och en uppgradering gjordes. Den fick namnet Type-69 II och introducerades i slutet av 1970-talet. Den ursprungliga 100 mm slätborrade kanonen byttes mot en 100 mm räfflad kanon som finns på Type-59. Type-69 II var den första varianten som massproducerades och exporterades i stora kvantiteter. Den sågs dock för första gången offentligt 1982. Pakistan skaffade licens för att tillverka egna Type-69 II. 
Under början av 1980-talet började relationen mellan Kina och Västvärlden att bli bättre. Kina började importera militärteknik från USA och Europa, för att förbättra sin militärarsenal. Type-69 förbättrades med bland annat det brittiska eldledningssystemet Marconi och en 105 mm räfflad L7 kanon. Den nya varianten fick namnet Type-69 III eller Type-79. Den har ett förvar för 34 projektiler. Type-79 representerade den sista stridsvagnen i den första generations stridsvagnar. Den var den första kinesiska stridsvagnen med gummiplåtband och luckor som stängdes automatiskt om särskilda detektorer upptäckte giftiga ämnen i luften runt om vagnen. Cirka 1000 Type-79 tillverkades och användes enbart av Kinas armé.

## Användning
Cirka 2000 Type-69: har sålts till många länder i Asien, Mellanöstern och Afrika under 1980-talet, speciellt till Irak. Den användes av båda sidor under Iran–Irak-kriget  (1980-1988), av Irak under Kuwaitkriget och andra Irakkriget (1991 och 2003) och av Sri Lankas marktrupper. 
Cirka 200 Type-69: och Type-79: or är fortfarande i tjänst i Kinas armé. Befrielsearmén har planer på att rusta upp dessa stridsvagnar med bland annat följande antistridsvagnsmissiler (ATGM anti-tank guided missile). 
3120 Type-69 modeller är fortfarande i tjänst i bland annat Bangladesh 80 st, Iran 200 st, Kina 200 st (vissa Type-79), Myanmar 60 st, Pakistan 2500 st, Sri Lanka 20, Thailand 50 st och Zimbabwe 10 st. Många exporterades till Irak, men inga är längre i tjänst hos Iraks nya armé.

### Irak
Under 1980-talet exporterade Kina hundratals Type-69:or till Irak. Under Gulfkriget rapporterade analytiker från väst att Irak hade uppgraderat sina Type-69 med bland annat en 105 mm räfflad kanon, 160 mm granatkastare och en automatladdare för en 125 mm kanon. Alla hade också försetts med ett lager pansar som har mellanrum. Detta pansar sattes på vagnens front. Dessa irakiska versioner går under namnet Type-69 QM. Rapporter kom om att under Gulfkriget 1991 stred irakiska enheter med Type-69 QM:or bättre än elitstyrkorna från Republikanska Gardet, som hade modernare ryska T-72 stridsvagnar. En förklaring till detta är att under kriget beordrade Saddam Hussein att Republikanska Gardet skulle hållas undan och bevara sin styrka, medan sända den resterande armén med Type-69:or till striderna.
Från en stridsrapport under invasionen av Irak 2003, användes Type-69 QM av de irakiska arméns enheter som var stationerad nära staden al-Nasiriyya i mars 2003. De flesta Type-69:or använde de irakiska soldaterna som artilleribunkrar. Då det amerikanska 507:e underhållningskompaniet och Charlie kompaniets Tarawa specialtrupper från Marinkåren åkte in i staden utsattes de för ett bakhåll sm vållade stora förluster. Type-69:or hade en avgörande roll hos irakierna under slaget. 2 Type-69:or förstörde minst 4 fordon ur 507:e kompaniet, bland dem en lastbil som rammades av en Type-69. Cirka 4 Type-69:or var nära stadens sjukhus och besköt indirekt Charlie kompaniet, som troligen förlorade flera AAV truppfordon på grund av den irakiska beskjutningen. Senare skickade USA AH-1 Cobra helikoptrar som förstörde de irakiska stridsvagnarna. Vissa ostridsdugliga Type-69:or användes också som lockbete i kriget.

## Varianter
- Type-69 eller WZ-121: originalversionen baserad på Type-59:s chassi med 580 hk diesel motor, 100 mm slätborrad kanon, infraröd sökningsstrålkastare och en laser avståndsmätare.
- Type-69 I: uppgraderad version med nukleär, biologisk och kemiskt skyddssystem NBC. Även försedd det sovjetiska Luna systemet kopplad till den infraröda sökningsstrålkastaren.
- Type-69 II: förbättrad varianten som introducerades år 1982.  försedd med extra skydd på tornet mot pansarspränggranater, primitivt eldledningssystem, gummibandkjol, 100 mm räfflad kanon, ny Type-889 radio, TSFC dubbelaxlad kanonstabiliserare, Type-70 sikte för skytten, TCRLA laseravståndsmätare, ballistisk dator av modellen BCLA, större förvar på tornet och rökgranater.
- Type-69 II B: befälversion försedd med förbättrad radio utrustning och elgenerator. Endast för export.
- Type-69 II C: förbättrad version av Type-69 IIB med bland annat två radior.
- Type-69 III eller Type-79 eller WZ-121D: försedd med den brittiska Marconi eldledningssystemet med TLRLA laseravståndsmätare, BCLA ballistisk dator och TGSA sikte för skytten. Också med en 105 mm Type-83-1 räfflad kanon (kopia av L7). Den är även försedd med passiv infraröd utrustning eller termiskt sikte, gummiplåt band och Type-79 vätskekyld 730 hk motor. Användes bara av Befrielsearmén.
- Thailändsk Type-69: uppgradering av Thailand där deras armé har bytt den ursprungliga 12,7 mm lv-ksp mot en amerikansk 12.7 mm M2 Browning ksp.

### Irakiska modifieringar
- Type-69 QM: kallas av irakierna för T-55B. Type-69 QM är utrustad med den vanliga 100 mm räfflade kanonen, observations mast och med pansar med mellanrum. Vissa har en 160 mm granatkastare. Befälsvarianterna var ofta utrustad med Appliqué pansar på samma sätt som för Enigma T-55:orna. Tillverkades mellan åren 1986 och 1988.
- Type-69 QM1: uppgraderad variant med en NATO 105 mm räfflad kanon och laseravståndsmätare. Byggdes mellan åren 1984 och 1988.
- Type-69 QM2: uppgraderad variant med en standard 125 mm slätborrad kanon från Warszawapakten eller en L80 slätborrad kanon och laseravståndsmätare. Byggdes mellan åren 1986 och 1991.

## Baserade fordon
- 37 mm SPAGG: Finns i två versioner. Första version elektrisk styrd hytt för 2 man på ett Type-69 chassi. Detta fordon har en besättning på 4 man, där tankchefen sitter till höger och skytten till vänster i tornet. Den dubbla 37 mm kanonen sitter emellan dem. Fordonet har ingen radar, enbart ett enkelt vädersystem. Den andra version har samma dubbla 37 mm kanon med blixtstörningsskydd och en spaningsradar på tornets baksida. Vad man vet så har denna version inte producerats.
- 57 mm Type-80 SPAGG: Byggd på en Type-69 II chassi med ett öppet torn som är bestyckad med en dubbel 57 mm kanon. Fordonet har en besättning på 6 man.
- Type-84: Type-84 är en Type-69, där tornet har blivit ersatt av ett broläggande mekanism. Bron läggs ut framför fordonet och kan användas på ett 16 meter långt avstånd. Fordon som upp till 40 ton och har hjul eller band kan åka över bron.
- Type-653: är ett bepansrat bärningsfordon som är byggd på Type-69:s chassi. Förutom att kunna bärga stora stridsfordon i fält kan den också utföra stora reparationer, som att flytta hinder, byta motor och förbereda för eldposition. Bärningsfordon baserade på Type-69 har som standard utrustning som en hydraulisk kran på höger sida, en huvudvinsch som kan lyfta 70 ton, en sekundär vinsch, verktyg, en hydrauliskstyrd schaktblad, kablar och stänger. Har exporteras till Thailand och Irak.